# 2006年の日本
2006年の日本（2006ねんのにほん）では、2006年（平成18年）の日本の出来事・流行・世相などについてまとめる。

## 他の紀年法
日本では、西暦の他にも以下の紀年法を使用している。なお、以下の紀年法は西暦と月日が一致している。
- 元号
  - 平成18年
- 神武天皇即位紀元
  - 皇紀2666年
- 干支
  - 丙戌（ひのえ いぬ）

## カレンダー
| 1月 |    |    |    |    |    |    |
| 日  | 月 | 火 | 水 | 木 | 金 | 土 |
| 1   | 2  | 3  | 4  | 5  | 6  | 7  |
| 8   | 9  | 10 | 11 | 12 | 13 | 14 |
| 15  | 16 | 17 | 18 | 19 | 20 | 21 |
| 22  | 23 | 24 | 25 | 26 | 27 | 28 |
| 29  | 30 | 31 |    |    |    |    |
|     |    |    |    |    |    |    |

| 2月 |    |    |    |    |    |    |
| 日  | 月 | 火 | 水 | 木 | 金 | 土 |
|     |    |    | 1  | 2  | 3  | 4  |
| 5   | 6  | 7  | 8  | 9  | 10 | 11 |
| 12  | 13 | 14 | 15 | 16 | 17 | 18 |
| 19  | 20 | 21 | 22 | 23 | 24 | 25 |
| 26  | 27 | 28 |    |    |    |    |
|     |    |    |    |    |    |    |

| 3月 |    |    |    |    |    |    |
| 日  | 月 | 火 | 水 | 木 | 金 | 土 |
|     |    |    | 1  | 2  | 3  | 4  |
| 5   | 6  | 7  | 8  | 9  | 10 | 11 |
| 12  | 13 | 14 | 15 | 16 | 17 | 18 |
| 19  | 20 | 21 | 22 | 23 | 24 | 25 |
| 26  | 27 | 28 | 29 | 30 | 31 |    |
|     |    |    |    |    |    |    |

| 4月 |    |    |    |    |    |    |
| 日  | 月 | 火 | 水 | 木 | 金 | 土 |
|     |    |    |    |    |    | 1  |
| 2   | 3  | 4  | 5  | 6  | 7  | 8  |
| 9   | 10 | 11 | 12 | 13 | 14 | 15 |
| 16  | 17 | 18 | 19 | 20 | 21 | 22 |
| 23  | 24 | 25 | 26 | 27 | 28 | 29 |
| 30  |    |    |    |    |    |    |
|     |    |    |    |    |    |    |

| 5月 |    |    |    |    |    |    |
| 日  | 月 | 火 | 水 | 木 | 金 | 土 |
|     | 1  | 2  | 3  | 4  | 5  | 6  |
| 7   | 8  | 9  | 10 | 11 | 12 | 13 |
| 14  | 15 | 16 | 17 | 18 | 19 | 20 |
| 21  | 22 | 23 | 24 | 25 | 26 | 27 |
| 28  | 29 | 30 | 31 |    |    |    |
|     |    |    |    |    |    |    |

| 6月 |    |    |    |    |    |    |
| 日  | 月 | 火 | 水 | 木 | 金 | 土 |
|     |    |    |    | 1  | 2  | 3  |
| 4   | 5  | 6  | 7  | 8  | 9  | 10 |
| 11  | 12 | 13 | 14 | 15 | 16 | 17 |
| 18  | 19 | 20 | 21 | 22 | 23 | 24 |
| 25  | 26 | 27 | 28 | 29 | 30 |    |
|     |    |    |    |    |    |    |

| 7月 |    |    |    |    |    |    |
| 日  | 月 | 火 | 水 | 木 | 金 | 土 |
|     |    |    |    |    |    | 1  |
| 2   | 3  | 4  | 5  | 6  | 7  | 8  |
| 9   | 10 | 11 | 12 | 13 | 14 | 15 |
| 16  | 17 | 18 | 19 | 20 | 21 | 22 |
| 23  | 24 | 25 | 26 | 27 | 28 | 29 |
| 30  | 31 |    |    |    |    |    |
|     |    |    |    |    |    |    |

| 8月 |    |    |    |    |    |    |
| 日  | 月 | 火 | 水 | 木 | 金 | 土 |
|     |    | 1  | 2  | 3  | 4  | 5  |
| 6   | 7  | 8  | 9  | 10 | 11 | 12 |
| 13  | 14 | 15 | 16 | 17 | 18 | 19 |
| 20  | 21 | 22 | 23 | 24 | 25 | 26 |
| 27  | 28 | 29 | 30 | 31 |    |    |
|     |    |    |    |    |    |    |

| 9月 |    |    |    |    |    |    |
| 日  | 月 | 火 | 水 | 木 | 金 | 土 |
|     |    |    |    |    | 1  | 2  |
| 3   | 4  | 5  | 6  | 7  | 8  | 9  |
| 10  | 11 | 12 | 13 | 14 | 15 | 16 |
| 17  | 18 | 19 | 20 | 21 | 22 | 23 |
| 24  | 25 | 26 | 27 | 28 | 29 | 30 |
|     |    |    |    |    |    |    |

| 10月 |    |    |    |    |    |    |
| 日   | 月 | 火 | 水 | 木 | 金 | 土 |
| 1    | 2  | 3  | 4  | 5  | 6  | 7  |
| 8    | 9  | 10 | 11 | 12 | 13 | 14 |
| 15   | 16 | 17 | 18 | 19 | 20 | 21 |
| 22   | 23 | 24 | 25 | 26 | 27 | 28 |
| 29   | 30 | 31 |    |    |    |    |
|      |    |    |    |    |    |    |

| 11月 |    |    |    |    |    |    |
| 日   | 月 | 火 | 水 | 木 | 金 | 土 |
|      |    |    | 1  | 2  | 3  | 4  |
| 5    | 6  | 7  | 8  | 9  | 10 | 11 |
| 12   | 13 | 14 | 15 | 16 | 17 | 18 |
| 19   | 20 | 21 | 22 | 23 | 24 | 25 |
| 26   | 27 | 28 | 29 | 30 |    |    |
|      |    |    |    |    |    |    |

| 12月 |    |    |    |    |    |    |
| 日   | 月 | 火 | 水 | 木 | 金 | 土 |
|      |    |    |    |    | 1  | 2  |
| 3    | 4  | 5  | 6  | 7  | 8  | 9  |
| 10   | 11 | 12 | 13 | 14 | 15 | 16 |
| 17   | 18 | 19 | 20 | 21 | 22 | 23 |
| 24   | 25 | 26 | 27 | 28 | 29 | 30 |
| 31   |    |    |    |    |    |    |
|      |    |    |    |    |    |    |

## 在職者
- 天皇: 明仁
- 内閣総理大臣: 小泉純一郎（自由民主党）、9月26日より安倍晋三（自由民主党）
- 内閣官房長官: 安倍晋三（自由民主党）、9月26日より塩崎恭久（自由民主党）
- 最高裁判所長官: 10月15日まで町田顯、10月16日より島田仁郎
- 衆議院議長: 河野洋平（自由民主党）
- 参議院議長: 扇千景（自由民主党）
- 国会: 第164回 (常会, 1月21日-6月18日,) 第165回 (臨時会, 9月26日-12月19日)

## 世相
- ライブドア（現・LDH）の代表取締役社長であった堀江貴文らが証券取引法違反容疑で逮捕され（ライブドア事件）、前年にメディアなどを騒がせたヒルズ族も一転して逆風にさらされることとなった。
- 夏の甲子園大会で早稲田実業を優勝に導いた斎藤佑樹投手は「ハンカチ王子」と呼ばれ注目を集めた。以降、「○○王子」という言葉が流行るようになる。
- 10代から20代を中心として第二次ケータイ小説ブームが起き、翌年にかけてベストセラーが続出するようになった。
- 北朝鮮が地下核実験に成功したと発表、日本を含め東アジアおよび国際社会に衝撃が走った。

### 2006年の流行語
「イナバウアー」（荒川静香）、「品格」（藤原正彦）が新語・流行語大賞の年間大賞を受賞した（その他の受賞語は後節「#流行語」も参照）。

### 2006年の漢字
「命」・・・悠仁親王の誕生。小学生・中学生による自殺が多発。臓器移植事件や医師不足などによる命の不安。

### 周年
以下に、過去の主な出来事からの区切りの良い年数（周年）を記す
- 1月1日
  - ちびまる子ちゃん生誕20周年
  - 「サッポロ一番」シリーズ（サンヨー食品）発売開始40周年
- 1月2日 - ウルトラシリーズ誕生40周年
- 1月8日 - アニメ『名探偵コナン』放送開始10周年
- 1月15日
  - 中日ドラゴンズ球団創設70周年
  - スパリゾートハワイアンズ（開業当時は常磐ハワイアンセンター）開業40周年。
- 1月19日 - NHKのど自慢放送開始60周年[注釈 1]。
- 1月20日 - 宅急便（ヤマト運輸）サービス開始30周年。
- 1月26日 - 新大久保駅乗客転落事故から5年
- 1月31日 - ヤフー株式会社（Yahoo! Japan）設立10周年。
- 2月2日 - 徹子の部屋（テレビ朝日）放送開始30周年。
- 2月4日 - 全日空羽田沖墜落事故から40周年（発生当時世界最悪の航空事故）
- 2月6日 - 週刊新潮（新潮社）創刊50周年。
  - 学校法人西南学院創立90周年。
- 2月23日 - 東京中日スポーツ創刊50周年
- 2月26日 - 二・二六事件から70周年
- 2月27日 - ポケットモンスターシリーズ発売開始10周年
- 3月3日 - 全日本空輸（ANA）国際定期便就航20周年
- 3月6日 - 日刊スポーツ創刊60周年
- 3月19日 - JR東日本・京成電鉄成田空港駅開業15周年。
- 3月20日 - 福岡県西方沖地震から1年。
- 3月24日 - 平成13年芸予地震発生から5年。
- 3月31日 - ユニバーサル・スタジオ・ジャパン開園5周年。
- 4月1日
  - 東京ビッグサイト（東京国際展示場）開場10周年
  - 東京都庁の西新宿移転から15周年。
  - 男女雇用機会均等法施行から20周年。
  - 東京工科大学開学20周年。
- 4月3日 - 仮面ライダーシリーズ生誕35周年
- 4月8日 - Dr.スランプ アラレちゃん放映25周年
- 4月15日 - SMAP×SMAP（フジテレビ）放送開始10周年
- 4月22日 - サザエさん生誕60周年
- 4月25日 - JR福知山線脱線事故から1年。
- 4月26日 - ハーモニーランド開園15周年。
- 4月30日 - レッサーパンダ帽男殺人事件から5年。
- 5月8日 - 武富士弘前支店強盗殺人・放火事件から5年。
- 5月15日 - 笑点（日本テレビ）放送開始40周年
- 5月27日 - ドラゴンクエストシリーズ発売開始20周年
- 6月8日 - 大阪教育大附属池田小児童殺傷事件から5年。
- 6月13日 - 福岡空港ガルーダ航空機離陸事故から10年
- 6月20日 - 東北新幹線上野駅-東京駅間開業15周年
- 6月21日 - 名護市女子中学生拉致殺害事件から10年
- 6月22日 - こちら葛飾区亀有公園前派出所連載開始30周年。
- 6月24日 - 京福電気鉄道越前本線列車衝突事故から5年。
- 6月30日 - ザ・ビートルズ日本公演から40周年
- 7月1日
  - 航空会社のスカイメイト制度導入40周年。
  - 写ルンです（富士フイルム）発売20周年。
- 7月7日 - 太田市パチンコ店女児失踪事件から10年
- 7月21日 - 明石花火大会歩道橋事故から5年。
- 7月23日 - 千葉県北西部地震発生から1年
- 8月2日 - 自殺サイト殺人事件から1年
- 8月22日 - 伊藤園創業40周年
- 8月24日 - 首都圏新都市鉄道つくばエクスプレス開通1周年
- 9月1日
  - 民間放送ラジオ開始55周年[注釈 2]
  - 歌舞伎町ビル火災から5年。
- 9月4日 - 東京ディズニーシー開園5周年
- 9月7日 - iPod nano発売1周年
- 9月9日
  - 滝川市小6いじめ自殺事件から1年
  - 柴又女子大生放火殺人事件から10年
- 9月11日 - アメリカ同時多発テロ事件から5年。
- 9月18日 - カップヌードル（日清食品）発売開始35周年。
- 10月1日
  - 岩手朝日テレビ開局10周年
  - ポッキー（江崎グリコ）発売開始40周年
  - NEXCO発足1周年
- 10月19日 - 「めちゃ×2イケてるッ！」放送開始10周年
- 11月1日 - 国立劇場開場40周年。
- 11月17日 - 大阪姉妹殺害事件から1年
- 11月23日 - たまごっち発売開始10周年
- 11月26日 - 大分自動車道全線開通10周年
- 11月28日 - 週刊漫画TIMES（芳文社）創刊50周年
- 12月1日
  - 北海道銘菓「白い恋人」（石屋製菓）発売開始30周年。
  - 栃木小1女児殺害事件から1年
- 12月8日 - 太平洋戦争（当時の日本における呼称は「大東亜戦争」）開戦（真珠湾攻撃）65周年（現地時間12月7日）
- 12月10日 - 宇治学習塾小6女児殺害事件から1年
- 12月11日 - 大阪市営地下鉄長堀鶴見緑地線、心斎橋駅 - 京橋駅間の開業10周年
- 12月17日 - 在ペルー日本大使公邸占拠事件発生10年
- 12月25日
  - 大正天皇崩御と昭和が始まって80周年
  - JR羽越本線脱線事故から1年

## できごと

### 1月
- 1月1日 - 東京三菱銀行とUFJ銀行が合併し三菱東京UFJ銀行が発足。
- 1月7日 - 下関駅東口の駅舎が放火により全焼。
- 1月15日 - 年末年始の大雪による死者154人。
- 1月16日 - 東京地方検察庁が、インターネット関連企業のライブドアおよび関連会社を、証券取引法違反の疑いで強制捜査（「ライブドア事件」を参照）。
- 1月17日
  - 東京・埼玉連続幼女誘拐殺人事件（警察庁広域重要指定117号）の判決が最高裁判所第3小法廷で下され、地裁、高裁における死刑判決を支持、被告の死刑が確定。
  - 衆議院国土交通委員会が、構造計算書偽造問題に関連して、ヒューザーの小嶋進社長を証人喚問。
  - 第134回芥川賞・直木賞発表。芥川賞は絲山秋子「沖で待つ」、直木賞は東野圭吾「容疑者Xの献身」が受賞。
  - ダイハツ工業が「ビーゴ」を発売（トヨタ自動車からは「ラッシュ」として発売）。
- 1月18日 - ライブドアの強制捜査で、ライブドアグループ系企業の株の売り注文が殺到し、システム処理の能力が限界に達したため、東京証券取引所の取引が設立以来初めて全面停止に。
- 1月19日 - トヨタ自動車が、1995年5月〜7月に生産された、「RAV4」LおよびJ、約1万8000台のリコールを国土交通省に届ける。
- 1月21日
  - 首都圏平野部で2001年以来となる大雪。
  - 大学入試センター試験。今回から導入された英語のリスニングテストで、和歌山、香川、高知、大分の4県を除く43都道府県の301会場、461名分のICプレーヤーが正常に作動せず、再テストの対象となり、うち451名が再テストを受験。
- 1月23日
  - 日本郵政株式会社が発足。
  - 前年5月22日に発生した、多賀城市RV車飲酒運転事故の被告人に求刑通り懲役20年の判決を言い渡した。
  - ライブドアの堀江貴文社長と取締役3人が、証券取引法違反容疑で逮捕（「ライブドア事件」を参照）。
- 1月24日
  - 午前10時33分、H-IIAロケット8号機が、種子島宇宙センターから打ち上げられた。
  - 三菱自動車工業がミッドシップ軽自動車「i」を発売（9月には「eK」、10月には「パジェロ」がモデルチェンジ。また、「ek」のOEM車である「オッティ」もモデルチェンジされた）。
- 1月28日 - JR東日本がFeliCa搭載携帯電話（おサイフケータイ）を使用したモバイルSuicaのサービスを開始。
- 1月30日 - トヨタ自動車が「カムリ」をモデルチェンジ。日本国内ではこの代から「ウィンダム」を統合。

### 2月
- 2月1日
  - 「サムニン」グループのリフォーム詐欺事件で、「エム・エイチ・エス」の社長を逮捕。
  - 防衛施設庁談合事件を受け、額賀福志郎防衛庁長官が、同庁を解体し、防衛庁との統合を含めた再編を行う意向を明言。
- 2月2日 - 神戸新交通ポートアイランド線市民広場駅 - 神戸空港駅間が延伸開通。
- 2月3日
  - 前年に発生した東武伊勢崎線の踏切事故の裁判で、東京地方裁判所は、元保安係に禁固1年6月の実刑判決。
  - 石綿被害救済法が成立。
- 2月4日
  - 国道361号（伊那木曽連絡道路）の難所である権兵衛峠直下に権兵衛峠道路が開通。
  - 寒気の影響で日本海側を中心に大雪。
  - 稚内市の宗谷岬沖の日本領海で、カニ密漁の疑いでベリーズ船籍の船舶を追走したロシアの警備艇計2隻が領海侵犯。
- 2月5日 - 宮内庁、葉山御用邸（神奈川県葉山町）での天皇と皇后の静養の予定を、皇后にめまいの症状が見られるため、取り止めると発表。
- 2月6日
  - 前日、奈良県明日香村で仏像を盗もうとし逮捕された男のレンタカーから、同じく前日、斑鳩町の法隆寺境内の国宝「西室」の格子が壊され盗まれた重要文化財「文殊菩薩像」を発見。
  - 国土交通省が、東横イン不法改造問題に関し、系列ホテル122軒中21都道府県60軒で建築基準法、ハートビル法、駐車場法等違反があり、また自治体の検査後に改造がなされていた物件は、23都道府県77軒あったとする調査結果を発表。
- 2月7日
  - 文仁親王妃紀子が、第三子を妊娠したことを宮内庁が発表。
  - 古川康佐賀県知事が、九州電力が同県玄海町の玄海原子力発電所3号機で計画しているプルサーマルについて「安全性は確保される」と発言、容認する意向を示す。
  - 警視庁、個人情報をフィッシングで入手し、インターネットオークションで商品をだまし取ったとして、千葉市の25歳の無職男性を逮捕。（フィッシング詐欺としては国内初摘発）
  - 神戸地方検察庁は、パチンコ店出店に絡む収賄容疑で、兵庫県宝塚市の市長を逮捕。
- 2月8日
  - 密造軽油で約13億円を脱税したとして、大阪府警生活安全課が堺市の業者代表らを逮捕。
  - 福岡県春日市の設計会社「サムシング」が設計し、木村建設が施工した福岡市内のマンション3棟の偽装が発覚。
- 2月9日
  - 北海道別海町で発見され、既に死亡した国内22頭目のBSEと確認された牛が、1歳まで肉骨粉を含む飼料を与えられていたことが判明。
  - 警察庁の調べで、昨年1年間に、インターネットで知り合った者同士が自殺する「ネット自殺」が34件発生し、91人が死亡した事が判明。
  - 日産自動車は、同社の乗用車「クルー」のうち1997年12月〜2005年1月に生産された約3万6000台、および「ムラーノ」のうち、2004年8月〜2005年7月に生産された約1万7600台をともにリコール。
- 2月10日
  - 預金者保護法施行。
  - 堀江貴文ライブドア前社長ら4名、およびライブドア、ライブドアマーケティング両社を、証券取引法違反容疑で東京地検特捜部に告発。
  - 世界遺産でもある国宝、姫路城の大天守が、震度5強程度の地震で倒壊する恐れがあることが調査により判明。
- 2月11日 - 表参道ヒルズがオープン。
- 2月13日 - 構造計算書偽造問題で、警視庁などの合同捜査本部は、総合経営研究所（総研）が関与した愛知県刈谷市のビジネスホテル「名鉄イン刈谷」を現場検証。
- 2月15日 - 寬仁親王が、咽頭癌手術のため、千葉県柏市の国立がんセンター東病院に入院。

- 2月16日
  - 神戸空港が開港[1]。

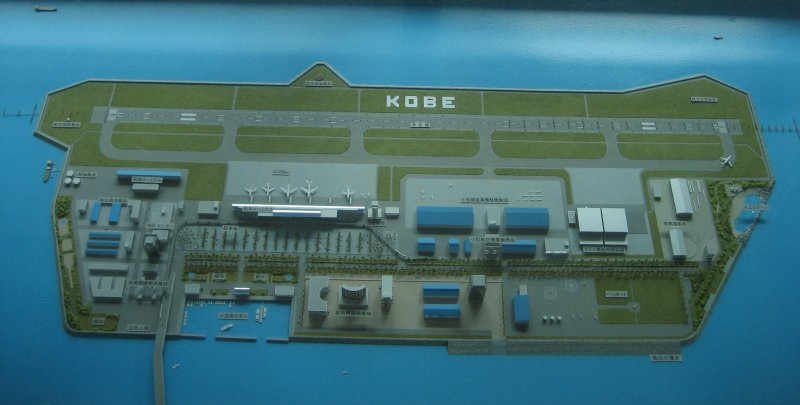
神戸空港

  - ライブドアの堀江貴文前社長が自らの第44回衆議院議員総選挙の立候補にあたって、武部勤自由民主党幹事長の次男へ3000万円の振り込みを指示したメールが存在すると発言（堀江メール問題）。
  - 東京地方裁判所が、マンション住民らより申し立てのあったヒューザーの破産手続開始を決定。
- 2月17日
  - 滋賀県長浜市の幼稚園に通う5歳の男女の園児2人が、腹部をそれぞれ十数箇所刺され死亡。別の園児の中国籍の母親を、殺人容疑で逮捕。
  - ゲームソフト会社などの業界団体、コンピューター・エンターテイメント協会が、ゲームソフトのレーティングを現行よりさらに細分化、暴力や残虐シーンを含む家庭用ゲームソフトの18歳未満への発売を禁止する事を発表。
- 2月18日
  - 大阪ドームの競争入札に、タクシー大手MKグループの企業が100億円で応札。
  - H-IIAロケット9号機、種子島宇宙センターから打ち上げ。
  - 日本産科婦人科学会理事会が、受精卵診断を、これまで認めていた筋ジストロフィー以外に、習慣流産の診断にも容認する方針を決定。
  - 2004年12月17日に福島県大熊町の福島県立大野病院で発生した、帝王切開による出血多量で患者が死亡した医療ミスで、執刀医を業務上過失致死と医師法違反の容疑で逮捕。
- 2月19日
  - 昨年10月16日に開館した九州国立博物館の入場者が、延べ100万人を突破。
  - 兵庫県立西はりま天文台が、国内最大の反射望遠鏡「なゆた」を使った観測で、プレアデス星団（すばる）にある恒星「おうし座28番星」の周辺に2重の円盤があるのを発見。
- 2月20日 - オウム真理教松本智津夫被告について、精神障害ではないとする精神鑑定結果が東京高等裁判所に提出された。控訴趣意書が提出されていないため、控訴審なしで死刑判決が確定する可能性も。
- 2月21日
  - 2001〜04年の間に、京都府八幡市の「聖神中央協会」の在日韓国人元牧師が、信者の少女7人に対して行った婦女暴行と準女性暴行に関する裁判で、京都地方裁判所が求刑通りの懲役20年の判決を下す。
  - 札幌市、2016年夏季オリンピック誘致の見送りを正式発表。
- 2月22日
  - 内之浦宇宙空間観測所から、M-Vロケット打ち上げ。
  - 島根県、条例制定後初となる「竹島の日」記念式典開催。
- 2月23日
  - 東京地方裁判所、ハーグ事件で、元日本赤軍最高幹部重信房子被告に対し、懲役20年の判決。
  - トリノオリンピック女子フィギュアスケートで、荒川静香が金メダル獲得。
- 2月26日 - 日本郵船所有の豪華客船「飛鳥」の後継船「飛鳥II」の命名式が、横浜港で行われる。
- 2月27日
  - 三重県伊勢市の加藤光徳市長が、同市内の山中で遺体で発見される。首を吊っていたため自殺と断定される。
  - 東京都消費生活総合センターの調べで、2005年度に発生した未公開株取引に関するトラブルが、相談件数だけで前年度比4倍近くに昇っていることが判明。
- 2月28日
  - 堀江メール問題で、民主党が偽メールであると発表。国会で証言した永田寿康議員は6ヵ月の党員資格停止に。
  - 政府の地方制度調査会が、現行の都道府県制度を廃止、全国を9・11・13のいずれかの数の道、または州に分ける道州制導入について提言。
  - 富山港線がこの日限りで廃止（富山ライトレールへの転換のため）。

### 3月
- 3月1日
  - 玩具メーカーのタカラとトミーが合併し、タカラトミーが発足。
  - 本田技研工業がプリモ店、クリオ店、ベルノ店で軽自動車の取り扱いを開始（7月13日にはプリモ店、クリオ店、ベルノ店を統合しHonda Cars店発足）。同日、「ゼスト」を発売。
- 3月2日 - 衆議院本会議は、永田寿康民主党議員への懲罰動議を採択、同議員を懲罰委員会に付託する事を全会一致で可決。
- 3月3日
  - 第1回ワールド・ベースボール・クラシック（WBC）1次リーグ予選の「アジア・ラウンド」が、東京ドームで開幕。
  - 警察庁、北朝鮮による日本人拉致問題で、元工作員辛光洙、工作員「朴」ことチェ・スンチョル両容疑者を、ICPOを通じ国際手配。
  - 第29回日本アカデミー賞授賞式が、新高輪プリンスホテル・国際館パミールで行われ、「ALWAYS 三丁目の夕日」（山崎貴監督作品）が最優秀作品を含む12部門で賞を獲得。
- 3月4日 - 公明党神崎武法代表、10月の任期満了時に退任する事が複数の関係者筋から明らかに。
- 3月5日 - 鹿児島県姶良町の福元久夫町長が自宅でネクタイで首を吊り死亡。
- 3月6日
  - 1997年、京都府警九条警察署が、泥酔し保護された男性を放置し死亡させ、その事実を隠蔽した事件で、大阪高等裁判所が元署長に逆転有罪判決。
  - 2月13日に京滋バイパスでタンクローリーが車列に追突、9名が死傷した事故で、京都府警が、運転手の勤務先「近若石油」の社長らを、過労運転下命の道路交通法違反容疑で逮捕。
  - 日本高等学校野球連盟、元部員の飲酒喫煙による補導問題が発生した駒澤大学附属苫小牧高等学校の選抜高等学校野球大会出場辞退届を受理（北海道栄高等学校が代替出場）。
- 3月9日 - 日本銀行、量的金融緩和政策を5年ぶりに解除。
- 3月10日 - 本田技研工業が「パートナー」をモデルチェンジ（7月13日には「ストリーム」をモデルチェンジ）。
- 3月16日 - 新北九州空港が開港し、旧北九州空港が閉鎖（実質的には北九州空港の移転）。
- 3月18日
  - ソフトバンクが、携帯電話業界大手のボーダフォンを1兆7500億円で買収する契約を結んだことを発表。
  - 東日本旅客鉄道と東武鉄道の日光・鬼怒川方面行き直通特急、「日光」「きぬがわ」「スペーシア日光」「スペーシアきぬがわ」が運行開始。
- 3月20日 - 日本国外務省、非接触型ICチップが内蔵された新型パスポート「IC旅券」を導入。
- 3月23日 - 第78回選抜高等学校野球大会が開幕。
- 3月24日 - 石川県志賀町の住民らが、北陸電力志賀原発2号機の運転差し止めを求めていた裁判で、金沢地裁は原発の耐震性に問題があると原告側の求めに応じる判決。原発の運転差し止めが認められた判決は全国初。北陸電力側は即日控訴。
- 3月26日
  - 古川康佐賀県知事が、玄海町の九州電力玄海原発での国内初のプルサーマル受け入れを表明。
  - 第78回選抜高等学校野球大会の4日目・第1試合で、北信越地区代表の日本文理（新潟）が関東地区代表の高崎商（群馬）に4-3で勝利。新潟県勢として初の選抜大会勝利。またこれにより全都道府県勢が春夏両大会で勝利をあげたことになる。

- 3月27日
  - 近鉄けいはんな線が開業。

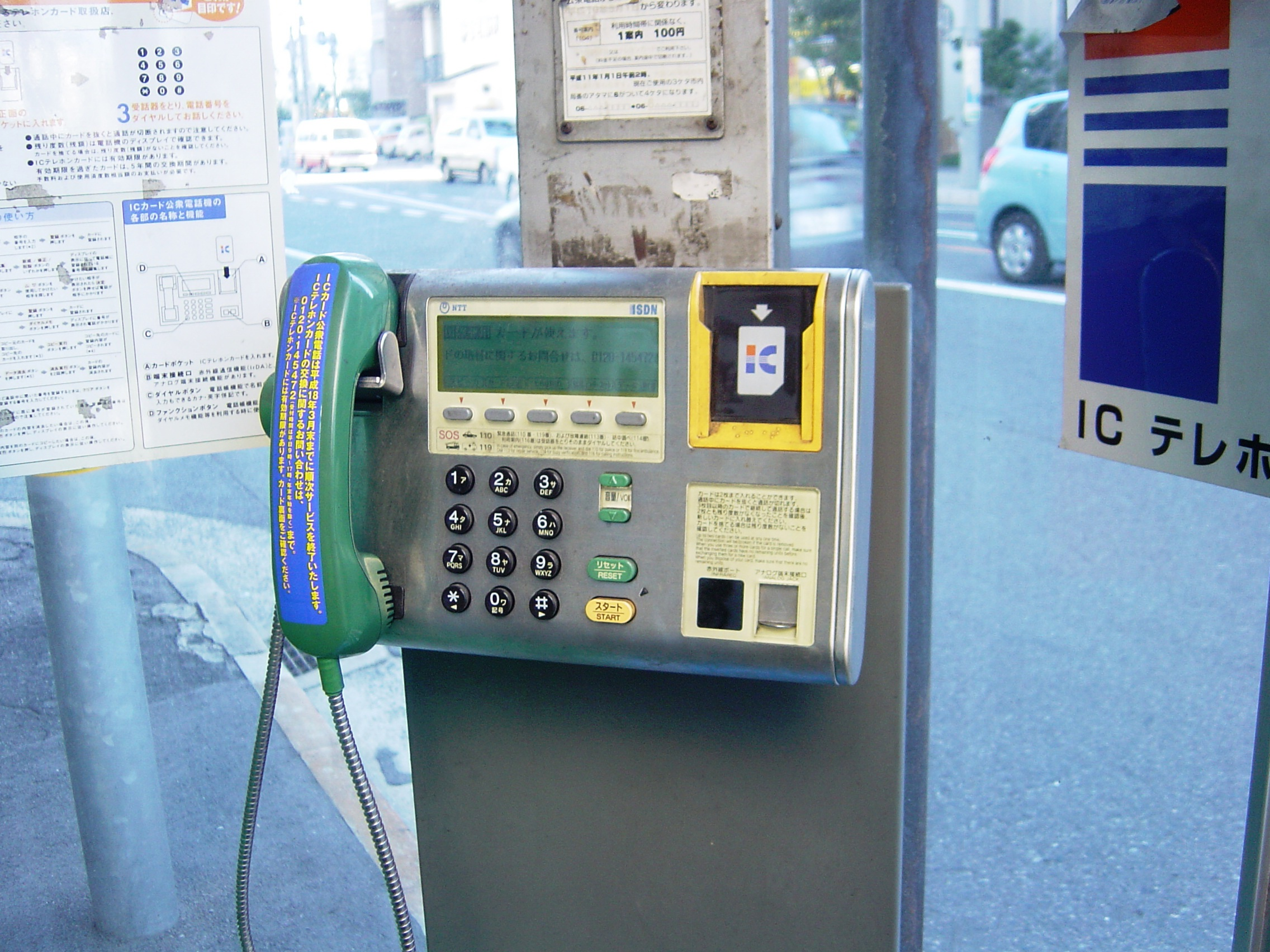
1999年に設置が開始されたICカード式公衆電話は、2006年3月31日までに廃止。

  - 東京臨海新交通臨海線（ゆりかもめ）が、有明駅から豊洲駅間の2.7km延伸。
  - 参議院本会議で、平成18年度予算案が可決・成立。
  - 東京高裁が、オウム真理教の松本智津夫被告について控訴を棄却する決定を出す。
  - 統合幕僚会議および同事務局を廃止され、統合幕僚監部が新設された。長は統合幕僚長となり、統幕議長時代よりも権限が強化された。
- 3月31日
  - NTT東日本およびNTT西日本のICカード公衆電話とICテレホンカードが廃止される。
  - 堀江メール問題で民主党は、前原誠司代表および執行部が総退陣。永田寿康は議員辞職。
  - 神戸ポートピアランドがこの日限りで閉園。
  - 日本最北のロープウェイであった稚内公園ロープウェイがこの日限りで廃止。

### 4月
- 4月1日
  - 薬剤師薬学教育6年制へ移行。
  - 大阪府堺市が、政令指定都市へ移行。
  - 国会議員互助年金が廃止される。
  - M&Aブームに伴い問題となった、のれんの一括償却が禁止される。
  - 地上デジタルテレビ放送の1セグメント放送「ワンセグ」が開始。
  - ハイウェイカードが廃止される。
  - 川崎市多摩区内の9歳の男子児童が転落死したマンションで68歳の女性清掃員が突き飛ばされた事件で、川崎市麻生区内に住む無職の男を殺人未遂容疑で逮捕。
  - 京阪宇治交通・京阪宇治交通田辺、京阪バスを存続会社として吸収合併を行い21世紀初のバス事業者の大型合併を実施。同時にスルッとKANSAI協議会加盟会社初の会社解散となる。
  - 南海貴志川線を和歌山電鐵に移管。
- 4月4日 - 第78回選抜高等学校野球大会の決勝戦が阪神甲子園球場で行われ、横浜が清峰を21-0で降し、1998年（第70回）以来8年ぶり3回目の優勝を飾った。横浜の21得点は、同大会決勝戦での最多得点記録となった。
- 4月6日 - 東京都荒川区の西日暮里駅で、警察官に職務質問された韓国人スリグループとみられる男ら4人の内1人が、催涙スプレーを噴射。
- 4月7日 - 民主党新代表に、小沢一郎が就任。
- 4月9日 - 鹿児島県佐多岬沖の海上を航行していた高速船トッピー4が、海洋生物と思われるもの(のちに流木と判明)に衝突。その振動で、110名（乗客全員）がけが。
- 4月18日 - 日本ハムの新庄剛志外野手が、今季限りでの引退を表明。
- 4月20日 - この日限りで、北海道ちほく高原鉄道ふるさと銀河線が廃止。
- 4月21日 - 岐阜県中津川市のパチンコ店跡地で、行方不明になっていた13歳の女子中学生が遺体で発見される。岐阜県警は、交際相手で15歳の男子高校生を逮捕。
- 4月26日 - 構造計算書偽造問題に関与した、元一級建築士や建設会社社長ら8名が逮捕される。
- 4月29日
  - 富山ライトレールが開業。
  - 生口島道路の開通に伴い、本州と四国とを結ぶしまなみ海道が一本に繋がった。
- 4月30日 - トヨタ自動車が「セリカ」の生産を終了、36年の歴史に幕（本田技研工業の「インテグラ」も生産終了）。

### 5月
- 5月1日
  - 会社法が施行。
  - 第77回メーデーが開催。
  - 長野県大町市の北アルプス針ノ木岳で発生した雪崩により、3人が死亡。
- 5月3日 - 神奈川県平塚市のアパートの一室から、5人の遺体が発見され、娘を殺害した容疑で母親が逮捕。
- 5月7日 - 山形県飯豊町の民家に、同家の遠縁の24歳男が侵入、夫と長男を殺害、妻に重傷を負わせる。
- 5月8日
  - 名古屋市北区の引きこもり更生NPO法人「アイ・メンタルスクール」の寮で、男性を監禁しショック死させたとして、同法人の理事および職員ら7人を逮捕監禁致死容疑で逮捕。
  - 5月1日現在のガソリン全国平均店頭価格が1リットル当たり134.9円と、1991年2月以来15年3ヶ月ぶりの高値となった。
- 5月11日 - 横浜の石井琢朗内野手が、史上34人目の通算2000本安打を達成。
- 5月12日
  - キトラ古墳の白虎が、奈良文化財研究所飛鳥資料館（奈良県高市郡明日香村）にて公開される。
- 5月13日 - 農林水産省、北海道今金町で飼育されていた5歳8ヶ月の乳牛が、国内26頭目のBSE感染牛であったことを発表。
- 5月14日 - 東京都千代田区神田須田町（万世橋）の交通博物館が閉館。
- 5月15日
  - 外務省による調査で、海外在住の日本人の総数が、戦後初めて100万人を突破。
  - 2006 FIFAワールドカップ日本代表を発表。
- 5月16日 - 与謝野馨経済財政担当大臣、月例経済報告を提出。景気拡大が、バブル景気を超え戦後2番目になる事が確実に。
- 5月17日
  - 構造計算書偽造問題で、ヒューザー社長を詐欺容疑で逮捕。
  - 来日する16歳以上の外国人の指紋採取および顔写真撮影を義務付ける、改正出入国管理・難民認定法が参議院本会議で成立。2007年秋の導入を目指す。
  - 在日本大韓民国民団、朝鮮総連との和解声明文を発表。
- 5月18日 - 秋田県能代市の河原で、前日から行方不明になっていた、同県藤里町の小学1年生男児の絞殺遺体を発見。（秋田児童連続殺害事件）
- 5月24日 - 日本経団連、新会長に御手洗冨士夫キヤノン会長を選出。
- 5月29日 - 社会保険庁による調査で、国民年金保険料の納付を本人の申請なしに無断で免除または猶予する不正が、全国26都府県で11万3975件に上っていることが判明。
- 5月30日
  - 組織的フィッシング詐欺の容疑で、東京都内の8人を逮捕。
  - 東京都立板橋高等学校の卒業式で、保護者に対し国歌斉唱の際に起立しないよう呼びかけ、威力業務妨害に問われた元同校教諭に対する裁判で、東京地方裁判所は罰金20万円の有罪判決。
- 5月31日 - 自治体の出納長、収入役を廃止、助役を副市町村長とする改正地方自治法、参議院本会議で成立。

### 6月
- 6月1日
  - 改正道路交通法が施行され、駐車違反の取り締まりが民間委託に。
  - 定率減税の住民税分、5割縮小実施。
  - 厚生労働省、2005年の人口動態統計を発表。
  - 北海道（札幌地区）で、地上波デジタルテレビ放送開始。
- 6月2日
  - 2005年10月1日現在で、65歳以上の高齢者人口が2560万人と、総人口に占める割合が初めて20%を超えた事が判明。
  - 成田国際空港第1旅客ターミナル南ウイングが供用開始。
- 6月3日 - シンドラーエレベータ社製のエレベーターが誤作動。高校2年生の男子が、頭を挟まれ死亡。
- 6月4日 - 秋田県藤里町の小学1年生男児殺害事件で、秋田県警能代署は、男児宅の2軒隣に住む、33歳の無職女を死体遺棄容疑で逮捕する。
- 6月5日 - 村上ファンドがインサイダー取引したとして、村上世彰代表を証券取引法違反の疑いで逮捕。
- 6月8日 - 住生活基本法が公布・施行される[2]。
- 6月9日 - 天皇と皇后が、東南アジア3カ国を歴訪。シンガポール、マレーシア、タイをまわり15日に帰国。
- 6月14日 - ライブドアの株主総会で平松庚三社長が陳謝、同時に堀江前社長ら旧経営陣に対し、損害賠償請求をする意向を表明。
- 6月15日 - 日本銀行、無担保コール翌日物金利をほぼ0%で維持するゼロ金利政策の継続を決定。
- 6月16日 - 北朝鮮人権法、参議院本会議で可決、成立。
- 6月18日 - 国際捕鯨委員会、日本など捕鯨支持国の共同提案を1票差で可決。
- 6月19日
  - 阪急ホールディングスによる、阪神電鉄株式のTOB終了。
  - ダイハツ工業が「ソニカ」を発売（10月5日には「ムーヴ」がモデルチェンジ）。
- 6月20日
  - 奈良県田原本町で、医師宅が全焼し3人死亡。
  - 北海道夕張市、財政再建団体申請の方針を表明。
  - 光市母子殺害事件の上告審で最高裁判所第三小法廷は被告人を無期懲役に処した原判決を破棄し、広島高等裁判所に審理差し戻し。
- 6月21日 - 汚染された血液製剤を投与され、C型肝炎ウイルスに感染した患者が勝訴。
- 6月23日
  - 小泉純一郎総理大臣の靖国神社参拝により精神的苦痛を受けたとして、戦没者遺族が国、総理、および靖国神社を訴えた裁判で、最高裁判所は訴えを棄却。
  - 2001年1月に、広島市西区で3人が死亡した火事で、死亡した女性の長男であり女児の父親でもあった男を保険金目当ての放火の疑いで逮捕。
- 6月25日 - 内閣総理大臣の小泉純一郎がカナダ、アメリカ合衆国歴訪に出発。
- 6月27日 - 東大阪集団暴行殺人事件で、生き埋めにされた男性二人の遺体を発見。
- 6月30日 - 日本の老齢（65歳以上）人口率が世界最高、同時に年少（15歳以下）人口率が世界最低になった。

### 7月
- 7月3日 - サッカー日本代表のMF中田英寿が、現役引退を表明。
- 7月5日 - 岐阜県庁ぐるみでの、裏金が発覚。
- 7月6日 - 国立病院機構千葉東病院で、血液型O型の患者に、A型の母親の膵臓と腎臓を移植する手術成功。
- 7月8日 - 長野県諏訪市・下諏訪町・茅野市で4月から5月にかけて発生した放火事件の被疑者として20歳のブロガーの女性が逮捕される。
- 7月14日
  - 日本銀行が、2000年8月以来約6年ぶりとなる、ゼロ金利政策の解除を決定。
  - パロマ工業社製の、ガス瞬間湯沸かし器が原因の一酸化炭素中毒事故により、1985年以降15人が死亡、19人が重軽傷を負った事が判明。
- 7月16日 - 神奈川県警、東京都町田市の石阪丈一市長の政治資金規正法違反容疑で、自宅および市役所を捜索。
- 7月17日 - 王貞治福岡ソフトバンクホークス監督の胃癌手術成功。
- 7月18日
  - 秋田県藤里町の小学4年生女児水死事件で、既に秋田児童連続殺害事件の容疑者として逮捕されていた女児の母親を、女児殺害容疑で再逮捕。
  - お笑いコンビ極楽とんぼの山本圭一が、未成年者と飲酒や淫らな行為をしたとして、吉本興業を解雇される。
  - パロマ工業、一連の一酸化炭素中毒事故問題に関し、社長および会長が謝罪記者会見。
- 7月19日 - 梅雨前線の影響による豪雨により発生した土石流や土砂崩れなどで、全国8府県で死者14名、行方不明者10名を出す大きな被害。
- 7月20日 - 昭和天皇が、A級戦犯の靖国神社への合祀に不快感を示していた事を書き記した、元宮内庁長官のメモがある事が関係者の談話で発覚。
- 7月21日
  - 午前2時15分頃、東京都千代田区大手町の日本経済新聞東京本社で、割れた火炎瓶状の物を社員が発見。
  - 三菱商事元社員が、約20億円を不正融資した有印私文書偽造・行使の容疑で逮捕。
  - 日本サッカー協会、イビチャ・オシム前ジェフユナイテッド市原・千葉監督のサッカー日本代表監督就任を正式発表。同時に、北京オリンピックを目指すU-21代表監督に、反町康治前アルビレックス新潟監督の就任を承認。
  - 松坂屋、発行済株式の10%相当の自社株式公開買い付け（TOB）実施を発表。村上ファンドが保有している同社の株式約9.9%の回収が狙い。
  - 警察庁長官、北朝鮮からの覚醒剤密輸事件7件について、同国の国家的関与を断定。
  - 福田康夫元官房長官、9月に予定されている自由民主党総裁選挙に、出馬しない意向を表明。
- 7月22日
  - 九州地方の豪雨で、一部降り始めからの雨量が1000mmを越える箇所も。この豪雨の影響により、4人が死亡、1人が行方不明に。
  - 東大阪市立総合体育館で行われたWBAスーパーフライ級タイトルマッチで、名城信男がチャンピオンのマーティン・カスティーリョ（メキシコ）に10回TKO勝ちし、デビュー8戦目で世界チャンピオンとなった。
- 7月23日
  - 王子製紙、北越製紙に対する株式公開買い付け（TOB）を行う意向を発表。
  - 南九州の豪雨被害がさらに拡大、約2400棟の家屋に浸水被害。熊本、鹿児島の両県、自衛隊に災害派遣要請。
- 7月24日
  - 同日付官報で、オウム真理教の破産管財人が、債権者に対し4年ぶりとなる第3回中間配当を公告。
  - 今春の入試で、全国の4年制私立大学のうち222校、40.4%までもが定員割れしていたことが判明。前年比62校、10.9ポイント増。
- 7月25日
  - 日本人の平均寿命が、男女ともに前年に比べ短縮したことが判明。
  - 北九州市で、卓球アジアジュニア選手権開催。
- 7月26日 - 7月15日〜24日にかけて各地に被害をもたらした大雨について、気象庁はこの日、平成18年7月豪雨と命名。
- 7月27日
  - 谷垣禎一財務大臣が、自由民主党総裁選挙への立候補を正式表明。
  - 厚生労働省と農林水産省、アメリカ合衆国からの牛肉輸入再開を正式決定。
  - 三陸沖約800kmの太平洋で、3つの海底火山新発見[3]。
- 7月28日 - 大手商社丸紅、産業再生機構が所有するダイエーの発行済み株式33.4%取得を正式決定。
- 7月30日
  - 中国地方から関東地方までの各地が、この日梅雨明け。
  - 日本サッカー協会、理事会で川淵三郎会長の留任を決定。
  - 福岡市のマリンメッセ福岡で行われた、WBC世界フェザー級タイトルマッチで、チャンピオンの越本隆志が挑戦者のルディ・ロペス（メキシコ）に7回TKO負け。越本は試合後、引退を表明。
- 7月31日 - 埼玉県ふじみ野市の市立大井プール市営で、小学2年女児が、流水プールの吸水口に吸い込まれ死亡。

### 8月
- 8月1日
  - 出光興産、ジャパンエナジー、昭和シェル石油、新日本石油など石油元売各社、卸価格を1リットル当たり最大10円程度値上げ。
  - 東海大学山岳部隊6名のうち5名、K2登頂に成功。
- 8月2日
  - 胃癌の摘出手術を受けたソフトバンクの王監督が、慶應義塾大学病院を退院。
  - 海上自衛隊対馬防備隊の1等海曹が、持ち出しが禁じられた内部情報を持ち出していたことが発覚。
  - 横浜アリーナで行われたWBA世界ライトフライ級タイトルマッチで、亀田興毅がファン・ランダエタ（ベネズエラ）を2-1の判定で破り、史上3人目の10代での世界王座。
- 8月3日
  - 大阪府茨木市で、お見合いパーティーで知り合った24歳の女性を、5ヶ月にわたりマンションに監禁したとして、42歳の男を逮捕。
  - 安倍晋三官房長官が、4月15日に靖国神社を参拝していたことが判明。
- 8月4日 - 総務省、住民基本台帳に基づく3月31日現在の日本の人口を調査。
- 8月5日
  - 民主党小沢代表、自らの再選が確実な9月の党代表選挙後の執行部人事について、菅直人代表代行および鳩山由紀夫幹事長を再任する意向を表明。
  - 王子製紙が、会社法に基づき、北越製紙に株主名簿の閲覧を請求していたことが判明。
- 8月6日
  - 長野県知事選挙で、元自由民主党衆議院議員で国家公安委員長を務めた村井仁が、3期目を目指した現職の田中康夫知事におよそ7万8500票差をつけ初当選。
  - 第88回全国高等学校野球選手権大会が甲子園で開幕。
  - 長崎県佐世保市沖の大村湾で、海上保安庁佐世保海上保安部の巡視艇「あいかぜ」が小型漁船に追突、遊漁船船長が死亡。
- 8月7日
  - アメリカ合衆国産牛肉の輸入再開第一便約5.1トンが、成田空港に到着。
  - 文部科学省が、全国の公営プールおよび公立学校のプールに対し行った緊急調査で、吸水口に防止金具がない施設が37都道府県の1596施設、金具が取り付けられていない施設が、38都道府県305施設あったことが判明。
- 8月11日
  - 阿南惟茂前中国大使、在任中の昨年7月前後に、小泉首相に対し、靖国神社参拝を中止するよう公電を打っていた事が判明。
  - 額賀福志郎防衛庁長官、自由民主党総裁選挙への出馬断念を表明。
  - 農林水産省、北海道で国内28例目のBSE感染牛が発見された事を発表。
- 8月12日 - サッポロホールディングス、カナダ第3位のビールメーカー「スリーマンビール」を友好的TOBにより、子会社化する事を発表。
- 8月14日
  - 旧江戸川を航行中のクレーン船がブームを送電線に接触させ送電線を切断。東京23区とその周辺で大規模な停電が発生。
  - 山崎拓前自由民主党副総裁、自由民主党総裁選挙への不出馬を表明。
- 8月15日
  - 午前7時30分ごろ、小泉純一郎首相が、任期最後の靖国神社参拝。
  - 小泉首相の靖国神社参拝についてテレビ番組等で批判的発言を繰り返していた、加藤紘一元自由民主党幹事長の山形県鶴岡市にある実家と選挙事務所が全焼。
  - 閣議で、国家公務員の公益法人への天下り規制強化を決定。
- 8月16日
  - 北方領土、歯舞群島の貝殻島近辺で、根室市のカニかご漁船第31吉進丸がロシア警備艇に銃撃され拿捕、漁船の乗組員1名が射殺、3名拘束（第31吉進丸事件）。
  - 懐妊中の秋篠宮妃、大事を取り東京都港区の愛育病院にご入院。
  - 紳士服のコナカ、AOKIホールディングスが子会社化を提案した業務提携先のフタタを経営統合する対抗案を発表。
- 8月19日
  - 北方領土の貝殻島沖で起きた第三十一吉進丸漁船拿捕で、射殺された乗組員の遺体が、根室市に戻る。
  - バスケットボール世界選手権が、日本で初開催される。
- 8月20日 - 第88回全国高等学校野球選手権大会の決勝戦で、早稲田実業と駒大苫小牧が対戦したが、延長15回でも決着がつかず決勝戦としては37年ぶりの引き分け再試合に。翌日の決勝再試合で早稲田実業が勝利し大会初優勝。斎藤佑樹（早実）と田中将大（駒大苫小牧）の両投手の対決が注目を集めた。
- 8月25日
  - 鳥取市に、FM鳥取が開局。
  - 福岡市東区の海の中道大橋で、福岡市職員の男が飲酒運転する乗用車が、家族5人の乗ったRVに追突、博多湾に転落させ、子供3人が死亡。

### 9月
- 9月1日 - 酒類小売業者経営改善等緊急措置法の失効により、酒類販売免許が全面的に自由化される。
- 9月6日 - 秋篠宮文仁親王に男児が誕生。皇室では41年ぶりに男児が誕生、12日に｢悠仁(ひさひと)｣と命名された(＝現在の悠仁親王)。
- 9月11日 - JAXA、H-IIAロケットで政府の情報収集衛星光学2号機の打ち上げに成功。
- 9月12日 - 民主党代表に小沢一郎が無投票当選。
- 9月15日
  - オウム真理教元代表・松本智津夫の控訴が棄却され、事実上死刑判決が決定。
  - 竹中平蔵総務相が、参議院議員辞職を表明。女子プロレスラー神取忍が繰り上げ当選へ。
- 9月17日 - 台風13号が長崎県に上陸し、死者9名、負傷者200人超の被害が出たほか、JR日豊本線で特急「にちりん9号」が脱線。
- 9月18日 - 吉野家が、アメリカ合衆国産牛肉の輸入停止で販売を中止していた牛丼を、この日のみ全国100万食限定で販売した。
- 9月19日
  - レクサスのフラッグシップとなる「LS460」（「セルシオ」後継）が発売開始。
  - 東京、大阪、名古屋の三大都市圏の基準地価が16年ぶりに上昇したと国土交通省が発表。
- 9月20日 - 自由民主党総裁選挙。安倍晋三が、新総裁に選出される。
- 9月24日 - 北陸本線の長浜駅〜敦賀駅間、および湖西線の永原駅〜近江塩津駅間を交流電化から直流電化に変更。デッドセクションを北陸トンネル敦賀口付近に変更。
- 9月25日
  - 自民党三役が決定。幹事長は中川秀直、政務調査会長は中川昭一、総務会長は丹羽雄哉。
  - 民主党大会。小沢一郎が正式に党代表に選出され、新執行部は、渡部恒三国対委員長以外は留任。国民新党の綿貫民輔代表、社民党の福島瑞穂代表、新党日本の田中康夫代表も来賓として参加。また、この党大会が終了後、小沢一郎が体調不良で都内の病院に入院、のち10月5日に退院。
- 9月26日 - 臨時国会召集。首相指名選挙で、安倍晋三が第90代内閣総理大臣に指名・就任。小泉内閣は、この日午前の閣議で総辞職。
- 9月28日
  - ニンテンドーDSソフト、ポケットモンスター ダイヤモンド・パールが発売。ニンテンドーDSのキラーソフトである。
  - 兵庫県たつの市で当時小学4年生の女児が刺殺される。
- 9月30日
  - YS-11が、日本国内の定期路線から引退。
  - 愛知県小牧市の新交通システムである桃花台新交通桃花台線がこの日限りで廃止（廃止は翌10月1日付）。
  - 公明党が党大会。党代表に、太田昭宏が正式に選出される。
  - のじぎく兵庫国体が開幕（〜10月10日）。
  - 26年にも渡って、コミックマーケット準備会の代表を務めた米澤嘉博が退任。後継に安田かほる、筆谷芳行、市川孝一が就任（準備会による退任発表）。米澤は翌日、東京都渋谷区の病院で肺癌で死亡。

### 10月
- 10月1日
  - 阪急ホールディングスと阪神電鉄が経営統合、阪急阪神ホールディングスに。
  - ボーダフォン日本法人、ソフトバンクモバイルに社名変更。
- 10月2日 - 軽微な事件の起訴から判決までを、原則14日以内で行う即決裁判と、従来起訴され被告人となってからしか行えなかった国選弁護人の選任を容疑者の段階から行える容疑者弁護の両制度、同日から施行。
- 10月6日
  - 東京競馬場に、世界最大級のターフビジョンが誕生。実に2651インチにも大きさが及んだ事により、ギネスブックに登録された。
  - 発達した低気圧の影響により、各地で甚大な被害が発生（2006年10月の低気圧による災害）。荒天による海難事故も続発（2006年10月の海難事故）。
- 10月9日 - 第18回出雲全日本大学選抜駅伝競走で、東海大学が2連覇を達成。
- 10月10日
  - ご当地ナンバーが17地区で導入される。
  - トヨタ自動車が、「カローラ」と「カローラフィールダー」をフルモデルチェンジ[4]。セダンのサブネームには「アクシオ」がついた[4]（12月21日には派生車かつ3ナンバーの「オーリス」/「ブレイド」が発売）。
  - プロ野球セ・リーグで、中日ドラゴンズが2年ぶり優勝[5]。
- 10月11日 - 福岡県筑前町の中学校で、中学2年生の男子生徒がいじめを苦に自殺。元担任がいじめに加わっていたことで社会問題に。
- 10月12日
  - 本田技研工業が「CR-V」をモデルチェンジ。
  - プロ野球パ・リーグで、日本ハムが25年ぶり北海道移転後初のリーグ優勝。
- 10月15日 - 町田顯最高裁判所長官が退任。
- 10月22日 - 衆議院神奈川16区、大阪9区の補欠選挙が行われ、双方とも自民党が勝利[6]。
- 10月23日
  - 東京地検特捜部は、収賄の疑いで福島県の佐藤栄佐久前知事を逮捕[7]。
  - 岐阜県瑞浪市の中学校で、中学2年生の女子生徒が部活内のいじめを苦に自殺。
  - 秋田園児殺害事件発生。
- 10月24日
  - 日本で、携帯電話の番号ポータビリティ制度開始。
  - 高等学校必履修科目未履修問題（主に1994年から必修科目となった世界史）が全国の高校で起こっていたことが、富山県立高岡南高等学校の事例から発覚する。
- 10月26日 - プロ野球日本シリーズで日本ハムが中日を破り、前身の東映が1962年に達成以来44年ぶりの日本一に。
- 10月28日
  - 第19回ねんりんピック静岡開幕。（〜10月31日）
  - 自殺対策基本法が施行される。それとともに、内閣府の特別の機関として自殺総合対策会議が設置される。
  - ソフトバンクモバイルで、MNPシステムがダウン。同日中の機種変更、新規契約、解約、料金プラン変更が不能に。ソフトバンクモバイル側は、自社の新料金プランが好評なことによる他社からの切り替え殺到が原因と発表。
- 10月30日 - 大分県九重町に歩行者専用橋としての長さと高さが日本一の九重"夢"大吊橋が開通。
- 10月31日 - 衆議院教育基本法特別委員会で、日本共産党の高橋千鶴子議員が、政府主催の「教育改革タウンミーティング」で、内閣府が参加者に、教育基本法改正に賛成の趣旨の質問をするよう依頼していたと指摘。いわゆるタウンミーティングやらせ問題。
- 10月31日〜11月16日 - 2006バレーボール世界選手権女子開催。

### 11月
- 11月3日 - サッカーJリーグヤマザキナビスコカップで、ジェフ千葉が2連覇を達成。
- 11月5日 - 第38回全日本大学駅伝が行われ、駒澤大学が優勝。
- 11月7日 - 北海道常呂郡佐呂間町で、竜巻によるものと思われる突風災害が発生。工事現場のプレハブが倒壊するなどして9名が死亡、26人以上が重軽傷。
- 11月11日 - ソニー・コンピュータエンタテインメント (SCEI) が家庭用ゲーム機「PlayStation 3」を世界に先駆けて日本で発売。
- 11月15日
  - 与党は、野党欠席の中、衆議院特別委員会で、教育基本法改正案を可決。これにより、野党は今後一切の国会審議に応じない方針。
  - 山本拓農林水産副大臣が、国民新党の糸川正晃副幹事長に対し、教育基本法改正案に賛成することを見返りに、自民党への入党を持ちかけていたことが判明。これにより国民新党は、今国会での衆参両院の一切の審議に出席しないことを決定。
  - 千島列島付近で、M7.9の大規模な地震が発生。北海道の太平洋沿岸東部、オホーツク海沿岸地域に津波警報。北海道の日本海沿岸、東北・関東・東海の各地方の太平洋沿岸と小笠原諸島に津波注意報。なお、ロシア政府は、千島列島の全域に津波警報。
  - 大阪地検特捜部は、競売入札妨害の共犯の疑いで、和歌山県の木村良樹知事を逮捕。
- 11月16日 - 野党欠席の中、衆議院本会議で、教育基本法改正案が、自民・公明両党の賛成多数で可決。
- 11月19日
  - 沖縄県知事選挙に、自民・公明推薦の仲井眞弘多が当選。
  - 第11回アニメーション神戸が、ジーベックホールで開催。
- 11月20日
  - 日産自動車が「スカイライン」をモデルチェンジ。通称「ときめきのスカイライン」（12月20日には「AD&ADエキスパート」がモデルチェンジ）。
  - 慶應義塾大学と共立薬科大学が共同記者会見を行い、両学校法人が合併することが発表された。
- 11月25日
  - JR東海の名古屋エリアで、ICカード乗車券「TOICA」のサービスが開始。
  - 京都市中京区に、京都国際マンガミュージアムが開館した。
- 11月26日 - 第26回ジャパンカップが東京競馬場で開催され、武豊騎乗のディープインパクトが優勝。
- 11月30日 - 神岡鉄道神岡線がこの日限りで廃止。

### 12月
- 12月1日
  - 地上デジタルテレビ放送が、福岡県以外の九州地方各県、および岡山県・香川県でも開始され、47都道府県全てで放送開始。（ただし一部中継局などを除く）
- 12月2日
  - 任天堂の家庭用ゲーム機「Wii」が日本で発売された。
  - マイクロソフトより「Xbox 360」コアシステム日本発売。
  - Jリーグディビジョン1で、浦和レッズが初の年間優勝。
- 12月8日 - 宮崎県警察は、宮崎県の安藤忠恕前知事を、競売入札妨害容疑で逮捕。（宮崎県官製談合問題）
- 12月12日 - 今年の漢字が「命」に決定。
- 12月14日
  - 参議院教育基本法特別委員会で、教育基本法改正案が自民・公明両党の賛成多数で可決。
  - そのまんま東が、宮崎県知事選挙への立候補を表明。
- 12月15日 - 参議院本会議で、改正教育基本法が可決・成立。また、防衛庁の防衛省への昇格法案も可決・成立。
- 12月18日 - ダイハツ工業が「ミラ」をモデルチェンジ。前年発売の「エッセ」との兼ね合いから、価格が上昇される。
- 12月20日〜24日 - 第21回スーパースター王座決定戦川口オートレース場で開催。
- 12月20日 - PHSのアステルグループで最後まで残っていたアステル東北（東北インテリジェント通信）がサービス終了し、同グループが完全消滅。
- 12月24日
  - 第51回有馬記念が、中山競馬場で開催された（ディープインパクト引退レース）。
  - 第6回M-1グランプリでチュートリアルが優勝。
  - 大阪市営地下鉄今里筋線が開業。
- 12月26日
  - 東日本旅客鉄道の中央線快速に故障に強いJR東日本E233系電車を導入。2007年以降順次、他の首都圏の路線に導入され、勢力を拡大している。

## 天候・天災・観測等
- 前年12月 - 本年1月上旬を中心に強い冬型の気圧配置が続いたことで、日本海側の各地で降雪量や最深積雪が平年を上回り全339地点中23地点で最大積雪記録を更新した（平成18年豪雪）[8]。
- 7月 - 7月15日から24日にかけて、活発化した梅雨前線が本州～九州に停滞したことから、長野県、鹿児島県を中心に九州、山陰、近畿、北陸地方で記録的な大雨（平成18年7月豪雨）[9]。

## 文化と芸術

### 流行

#### 流行語
ユーキャン新語・流行語大賞
以下に本年の受賞語を列記する。なお、肩書きや役職などは受賞当時のものである。
- 年間大賞
  - イナバウアー（荒川静香 〈プロフィギュアスケーター〉）
  - 品格（藤原正彦 〈数学者〉、著書の『国家の品格』がミリオンセラーを記録）
- トップテン入賞
  - エロカッコイイ (エロカワイイ) （倖田來未）
  - 格差社会（山田昌弘 〈東京学芸大学教授〉）
  - 「シンジラレナ〜イ」（トレイ・ヒルマン 〈北海道日本ハムファイターズ監督〉）
  - 『たらこ・たらこ・たらこ』（小学生ユニット「キグルミ」、キユーピーのCMソング）
  - 脳トレ（川島隆太 〈東北大学教授〉）
  - ハンカチ王子（斎藤佑樹 〈早稲田実業学校高等部野球部投手〉、夏の甲子園で早稲田実業は初優勝を果たした）
  - ミクシィ（笠原健治 〈ミクシィ社長〉）
  - メタボリックシンドローム (メタボ)（日本内科学会）

その他の流行語
- 美しい国（安倍晋三）
- 「ちょっと!ちょっとちょっと!!」（ザ・たっち）
- 「がっかりだよ!」（桜塚やっくん）
- 「欧米かっ!!」（タカアンドトシ）
- 「予想外デス」（ソフトバンクモバイル）

#### ファッション
- CanCamモデル蛯原友里と押切もえがカリスマ的モデルとして人気に。蛯原友里の巻き髪とファッションがOLや女子大学生の間で人気になる。
- 黒髪が復権。茶髪の定着に変化の兆し。
- 年末にかけてスキニージーンズが流行し始める。
- 欧米で、BMIが18以下のファッションモデルのファッションショー出演を禁止。

### 建築
竣工
解体

### 音楽
- 大物アーティストのコラボレーションが目立った（GLAY feat. KYOSUKE HIMURO『ANSWER』、ゆずおだ、GAKU-MC/桜井和寿『手を出すな!』など）。
- 例年よりも男性アーティストの活躍が目立ち、特にKAT-TUN、修二と彰、山下智久ら、ジャニーズ事務所所属の男性アイドルのシングルがヒットを記録した。
- 1月25日 - 『Merry Andrew』（安藤裕子）。同アルバム収録の『のうぜんかつら（リプライズ）』が月桂冠CMソングに起用された。
- 2月22日 - 『Keep Tryin'』（宇多田ヒカル）
- 3月8日 - 『純恋歌』（湘南乃風）
- 3月15日 - 『SAKURA』（いきものがかり、メジャーデビューシングル。）
- 3月22日 - 『Real Face』（KAT-TUN、1stシングル。）
- 3月22日 - 『アゲ♂アゲ♂EVERY☆騎士』（DJ OZMA）
- 4月5日 - 『マタアイマショウ』（SEAMO）
- 5月3日 - 『気分上々↑↑』（mihimaru GT）
- 5月10日 - 『ハレ晴レユカイ』（平野綾、茅原実里、後藤邑子）。テレビアニメ『涼宮ハルヒの憂鬱』エンディングテーマ。
- 5月17日 - 『ON』（BOOM BOOM SATELLITES）。同アルバム収録の『Kick It Out』はバンド最大のタイアップが付いている曲。
- 5月17日 - 『Colors of the Heart』（UVERworld）。TBS系アニメ『BLOOD+』3代目オープニングテーマ。
- 5月24日 - 『milk tea/美しき花』（福山雅治）
- 5月31日 - 『抱いてセニョリータ』（山下智久）。TBS系金曜ドラマ『クロサギ』主題歌。
- 6月7日 - 『テルーの唄』（手嶌葵）。映画『ゲド戦記』挿入歌。
- 6月28日 - 『A Perfect Sky』（BONNIE PINK）
- 6月28日 - 『ハネウマライダー』（ポルノグラフィティ）
- 7月5日 - 『恋のメガラバ』（マキシマム ザ ホルモン）
- 7月5日 - 『箒星』（Mr.Children）
- 7月12日 - 『魔法のコトバ』（スピッツ）。映画『ハチミツとクローバー』主題歌。
- 8月9日 - 『Salamander』（ELLEGARDEN）
- 8月14日 - 『アンマー』（かりゆし58）
- 8月23日 - 『宙船』（TOKIO）。日本テレビ系土曜ドラマ『マイ☆ボス マイ☆ヒーロー』主題歌。
- 9月6日 - 『TREE CLIMBERS』（木村カエラ）
- 9月6日 - 『午後のパレード』（スガシカオ）
- 9月27日 - 『三日月』（絢香）
- 10月11日 - 『AIMS』（SPECIAL OTHERS）
- 10月25日 - 『会いたかった』（AKB48）
- 10月26日 - 『SENSUOUS』（Cornelius）。同アルバムに『MUSIC』、『GUM』収録。
- 11月15日 - 『シャングリラ』（チャットモンチー）。フジテレビ系ノイタミナアニメ『働きマン』エンディングテーマ。
- 11月15日 - 『しるし』（Mr.Children）。日本テレビ系水曜ドラマ『14才の母』主題歌。
- 11月22日 - 『千の夜をこえて』（Aqua Timez）。東宝系アニメ映画『劇場版BLEACH MEMORIES OF NOBODY』主題歌。
- 12月6日 - 『RADWIMPS 4〜おかずのごはん〜』（RADWIMPS）。同アルバムに『有心論』、『セツナレンサ』、『me me she』収録。

### 演劇
歌舞伎
宝塚歌劇団

### 映画
- 1月14日 - THE 有頂天ホテル（監督：三谷幸喜）
- 1月21日 - 博士の愛した数式（監督：小泉堯史）
- 2月25日 - 県庁の星（監督：西谷弘）
- 3月11日 - かもめ食堂（監督：荻上直子）
- 4月15日 - ヨコハマメリー（監督：中村高寛）
- 5月6日 - LIMIT OF LOVE 海猿（監督：羽住英一郎）
- 5月13日 - 明日の記憶（監督：堤幸彦、主演：渡辺謙）
- 5月20日 - 雪に願うこと（監督：根岸吉太郎）
- 5月27日 - 嫌われ松子の一生（監督：中島哲也、主演：中谷美紀）
- 6月17日 - デスノート （監督：金子修介）
- 6月24日 - 着信アリFinal（監督：麻生学）
- 7月8日 - ゆれる（監督：西川美和）
- 7月15日 - 日本沈没（監督：樋口真嗣）
- 8月12日 - 紙屋悦子の青春（監督：黒木和雄）
- 9月23日 - 紀子の食卓（監督：園子温）
- 9月23日 - フラガール（監督：李相日）
- 9月30日 - 涙そうそう（監督：土井裕泰）
- 10月28日 - 木更津キャッツアイ ワールドシリーズ（監督：金子文紀）。シリーズ完結篇。
- 12月1日 - デスノート the Last name （監督：金子修介）
- 12月1日 - 武士の一分（監督：山田洋次）

### テレビ
- 検索エンジンで「○○と検索」と促すテレビCMが普及し始めた。

#### ドラマ
- 大河ドラマ『功名が辻』。 エランドール賞作品賞 [TV ガイド賞]（TV部門）。
- 1月 - 3月 - 『アンフェア』（フジテレビ系火10）
- 1月 - 3月 - 『時効警察』（テレビ朝日系金曜ナイトドラマ）ATP賞テレビグランプリ　ドラマ部門　最優秀賞
- 1月 - 3月 - 『白夜行』（TBS系木9）
- 4月 - 9月 - NHK連続テレビ小説『純情きらり』
- 4月 - 5月 - 『マチベン』（NHK総合土曜ドラマ）。向田邦子賞。
- 4月 - 6月 - 『医龍-Team Medical Dragon-』（フジテレビ系木曜劇場）
- 4月 - 6月 - 『クロサギ』（TBS系金曜ドラマ）
- 7月 - 9月 - 『結婚できない男』（フジテレビ系火10）
- 7月 - 9月 - 『マイ☆ボス マイ☆ヒーロー』（日本テレビ系土曜ドラマ）
- 10月 - 2007年3月 - NHK連続テレビ小説『芋たこなんきん』
- 10月 - 12月 - 『Dr.コトー診療所2006』（フジテレビ系木曜劇場）。ギャラクシー賞特別賞。
- 10月 - 12月 - 『のだめカンタービレ』（フジテレビ系月9）
- 10月 - 12月 - 『僕の歩く道』（フジテレビ系火10）

#### 特撮
- 『仮面ライダーカブト』(テレビ朝日系) 平成仮面ライダーシリーズ第7作目、仮面ライダー生誕35周年記念作品。
- 『轟轟戦隊ボウケンジャー』(テレビ朝日系) スーパー戦隊シリーズ30作記念作品。
- 『ウルトラマンメビウス』(CBC系) ウルトラマン生誕40周年記念作品。

#### お笑い
コンテスト番組の優勝者
- 上方漫才大賞
  - 大木こだま・ひびき（吉本興業）
- NHK上方漫才コンテスト
  - チョップリン（松竹芸能）
- ABCお笑い新人グランプリ　最優秀新人賞
  - とろサーモン（吉本興業）
- 爆笑オンエアバトル チャンピオン大会（NHK、2005年度）
  - タカアンドトシ（吉本興業）
- M-1グランプリ（テレビ朝日系）
  - チュートリアル（吉本興業）
- R-1ぐらんぷり（フジテレビ系）
  - 博多華丸（吉本興業）

#### その他
- 『天才てれびくんMAX』にて、木曜の生放送の司会者が加入。最初の司会は井上マーと初代てれび戦士の山口美沙（いずれも本年度のみ担当、井上は2007年度と2008年度ではコーナー内とイベントに出演している）。

### アニメ
アニメーション映画
- 7月8日 - ブレイブ・ストーリー（監督：千明孝一）
- 7月15日 - 時をかける少女（監督：細田守）。文化庁メディア芸術祭アニメーション部門大賞。
- 7月15日 - 劇場版ポケットモンスター アドバンスジェネレーション ポケモンレンジャーと蒼海の王子 マナフィ（監督：湯山邦彦）
- 7月29日 - ゲド戦記（監督：宮崎吾朗）
- 11月25日 - パプリカ（監督：今敏）

テレビアニメ
- 1月 - 『Fate/stay night』放映開始。Fateシリーズ初のアニメ化。
- 2月5日 - 『ふたりはプリキュア Splash Star』放送開始。プリキュアシリーズ3作目にして、2代目プリキュア。
- 4月 - 人気ライトノベル『涼宮ハルヒシリーズ』をアニメ化した『涼宮ハルヒの憂鬱』放映開始
- 4月 - 『ひぐらしのなく頃に』放映開始
- 4月 - 『BLACK LAGOON』放映開始
- 4月4日 - 『桜蘭高校ホスト部』放映開始
- 4月4日 - 『銀魂』放映開始
- 4月6日 - 『ゼーガペイン』放映開始
- 4月7日 - 『きらりん☆レボリューション』放映開始。3年間放映された。
- 7月 - 『NHKにようこそ!』放映開始
- 7月 - 『ゼロの使い魔』放映開始
- 9月28日 - 『ポケットモンスター ダイヤモンド&パール』放送開始。ポケモンアニメシリーズ2度目のリニューアル。
- 10月4日 - 『DEATH NOTE』放映開始
- 10月5日 - 『コードギアス 反逆のルルーシュ』放映開始
- 10月5日 -  『Kanon』（京都アニメーション版）放映開始
- 10月 -  『家庭教師ヒットマンREBORN!』放映開始

OVA

### ゲーム

#### コンピューターゲーム
アーケードゲーム
テレビゲーム
- 2月16日 - カプコンがPS2用ソフト「モンスターハンター2」を発売。
- 11月11日 - ソニー・コンピュータエンタテインメント (SCEI) が家庭用ゲーム機「PlayStation 3」を発売。
- 12月2日 - 任天堂が家庭用ゲーム機「Wii」を発売（※北米では11月に発売済み）。
- 12月26日 - スクウェア・エニックスがPS2用ソフト「聖剣伝説4」を発売。

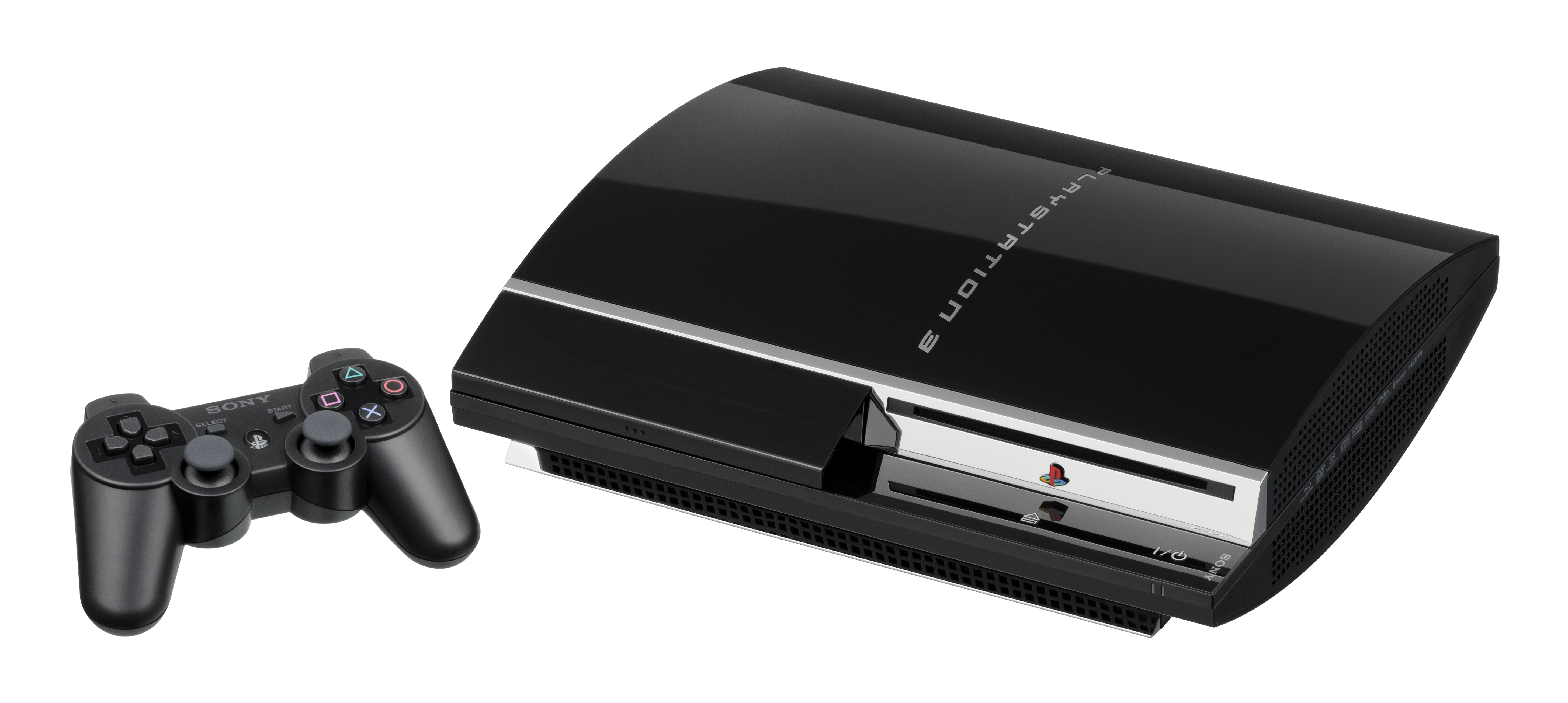
PlayStation 3
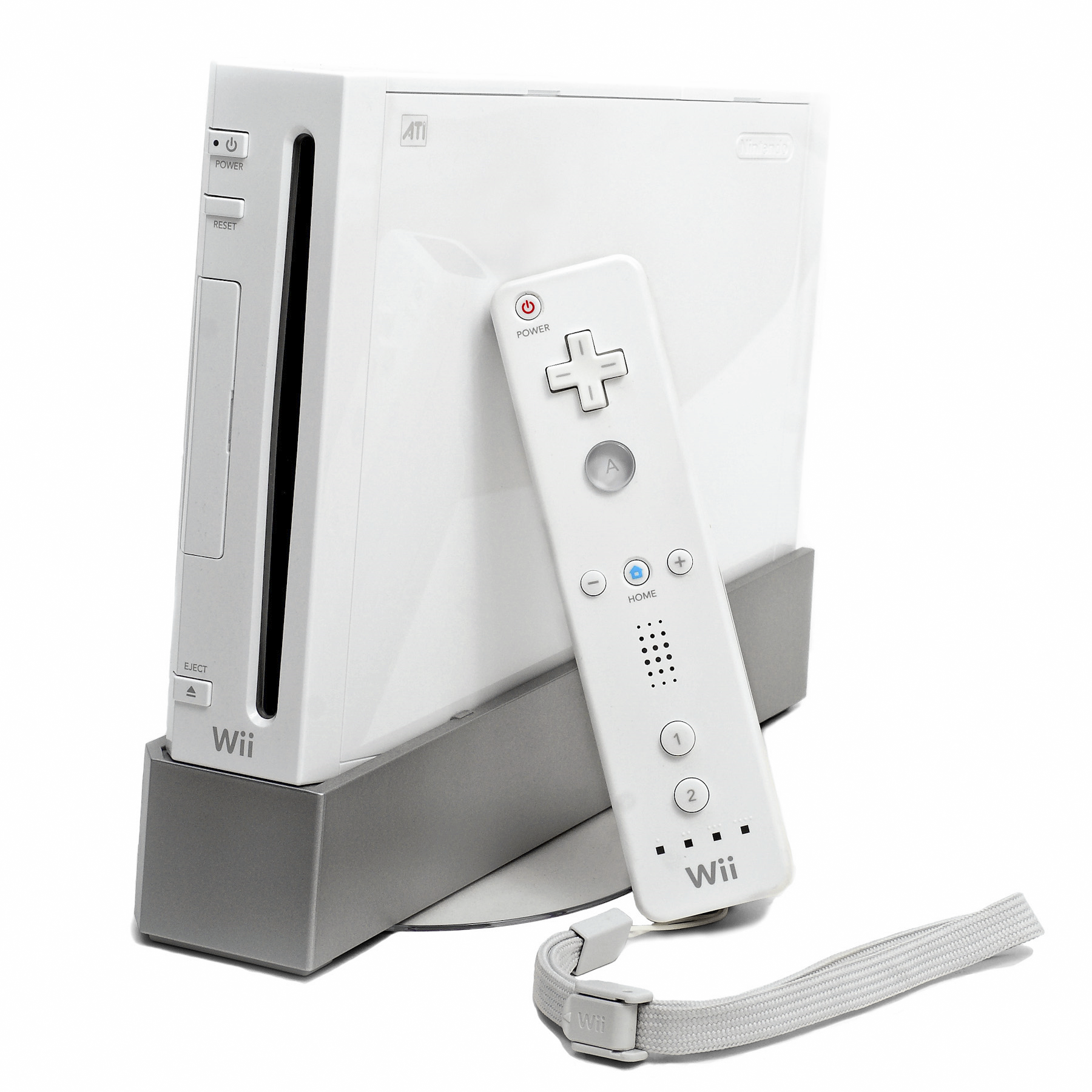
Wii（本体とリモコン）

携帯型ゲーム
- 4月20日 - 任天堂がGBA用ソフト「MOTHER3」を発売。
- 8月3日 - カプコンがPSP用ソフト「極魔界村」を発売。
- 9月28日 - 任天堂がDS用ソフト「ポケットモンスター ダイヤモンド・パール」を発売。

### インターネット
開設
- 12月12日 - ニコニコ動画

### 車
- 日本カー・オブ・ザ・イヤー: レクサスLS460
- RJCカー・オブ・ザ・イヤー: 三菱 i
- 年間販売台数 （軽自動車を除く）

## スポーツ

### 総合競技大会
- 第61回国民体育大会 (のじぎく兵庫国体)
- 第6回全国障害者スポーツ大会 (のじぎく兵庫大会)

#### 冬季オリンピック・パラリンピック
冬季オリンピック・パラリンピックがイタリアのトリノで開催された。日本からも多数のアスリートが出場している。
- 第20回冬季オリンピック（トリノ）

- 第9回冬季パラリンピック（トリノ）

### 各競技

#### モータースポーツ
- 全日本選手権フォーミュラ・ニッポン - ブノワ・トレルイエ
- 全日本F3選手権 - エイドリアン・スーティル
- SUPER GT
  - GT500 - 脇阪寿一、アンドレ・ロッテラー
  - GT300 - 山野哲也、井入宏之

## 誕生

### 1月
- 1月9日 - 遠藤理子、櫻坂46
- 1月10日 - 宝持沙那、ファッションモデル
- 1月11日 - 内藤耀悠、バスケットボール選手
- 1月12日 - 久保翔子、女流棋士
- 1月17日 - 蓬莱舞、モデル、グラビアアイドル
- 1月18日 - 芹澤もあ、ukka
- 1月20日 - 尾上左近、歌舞伎役者
- 1月22日 - 山本花奈、マジカル・パンチライン、元ハコイリ♡ムスメ
- 1月23日 - 中瀬智哉、ピアニスト
- 1月23日 - 蔵盛妃那乃、日向坂46
- 1月24日 - 目黒陽色、櫻坂46
- 1月25日 - 田中奏生、俳優
- 1月28日 - 野中ここな、元さくら学院
- 1月29日 - 桜庭遥花、アイドル（CUTIE STREET）
- 1月30日 - 佐々木ほのか、アップアップガールズ（2）、元青SHUN学園

### 2月
- 2月2日 - 野田樹潤、レーシングドライバー
- 2月2日 - 山田杏佳、≒JOY
- 2月7日 - 伊礼姫奈、女優
- 2月12日 - 清水紗良、STU48
- 2月17日 - 中島セナ、ファッションモデル、女優
- 2月17日 - MAKI、&TEAM
- 2月20日 - 竹内希来里、日向坂46

### 3月
- 3月6日 - 宮城弥生、プロ野球選手宮城大弥の妹
- 3月8日 - Hinano、ボーカリスト
- 3月9日 - 稲熊ひな、櫻坂46
- 3月11日 - 岡本留佳、テコンドー選手
- 3月19日 - 桜木雅哉、俳優、歌手 (原因は自分にある。)
- 3月26日 - 今森茉耶、グラビアアイドル

### 4月
- 4月1日 - 松島かのん、タレント、グラビアアイドル
- 4月7日 - スターキングデリシャス、アイドル（りんご娘）
- 4月8日 - 楢原嵩琉、子役、歌手 (Foorin)
- 4月15日 - 黒澤宏貴、俳優、YouTuber (ゆるゆる学級)
- 4月17日 - 西﨑美空、OCHA NORMA
- 4月18日 - 垣内珀琉、フィギュアスケート選手
- 4月21日 - 工藤陽香、元HKT48

### 5月
- 5月4日 - 角心菜、女優
- 5月6日 - 井上春華、モーニング娘。
- 5月9日 - 向井純葉、櫻坂46
- 5月9日 - 翔、俳優、モデル
- 5月12日 - 野々山ひなた、YouTuber、ファッションモデル
- 5月16日 - 大西利空、俳優
- 5月16日 - 今西優斗、バスケットボール選手
- 5月18日 - ao、シンガーソングライター
- 5月18日 - 鈴木佑捺、乃木坂46
- 5月27日 - 植原星空、女優
- 5月28日 - 東山恵里沙、高嶺のなでしこ
- 5月29日 - 鶴翔麒、俳優、声優
- 5月30日 - 宮本和奏、ファッションモデル
- 5月30日 - ロワ梨里愛、モデル、タレント

### 6月
- 6月3日 - 佐々木ゆら、タレント
- 6月5日 - 田村海琉、ジャニーズJr. (少年忍者)
- 6月8日 - 菅井純愛、ファッションモデル
- 6月13日 - 清水在、俳優、歌手 (STA*M)
- 6月13日 - 長﨑大晟、俳優、歌手 (STA*M)
- 6月20日 - 南琴奈、女優、モデル
- 6月22日 - 岡本碧優、スケートボーダー
- 6月23日 - 辻井和花、キックボクサー
- 6月24日 - 上野梨紗、女流囲碁棋士

### 7月
- 7月4日 - 服部樹咲、女優
- 7月4日 - 武山瑠香、女優
- 7月14日 - 佐藤大志、俳優、歌手(STA*M)
- 7月15日 - 高野万優、空手家
- 7月19日 - 入江美沙希、ファッションモデル
- 7月22日 - 杉山歩南、元SKE48
- 7月25日 - 平山遊季、アンジュルム

### 8月
- 8月2日 - 田牧そら、子役、モデル
- 8月3日 - ななみ、プロレスラー
- 8月4日 - 下井谷幸穂、アンジュルム
- 8月5日 - 須藤琉偉、俳優、モデル、歌手 (STA*M)
- 8月6日 - 藤嶌果歩、日向坂46
- 8月8日 - 関谷瑠紀、ファッションモデル
- 8月9日 - 山本遵、カーリング選手
- 8月14日 - 戸高美湖、元さくら学院
- 8月17日 - 宮崎友花、バドミントン選手
- 8月19日 - 相羽星良、ファッションモデル
- 8月19日 - MINAMI、YouTuber
- 8月30日 - 北原もも、OCHA NORMA

### 9月
- 9月5日 - 平野百菜、元SKE48
- 9月6日 - 悠仁親王、日本の皇族
- 9月6日 - 城桧吏、俳優、歌手 (STA*M)
- 9月8日 - 吉田海結
- 9月8日 - 平本莉美
- 9月9日 - 成宮しずく、モデル、女優
- 9月10日 - 細谷美月、ファッションモデル
- 9月10日 - 佐藤優羽、日向坂46
- 9月11日 - 玉井陸斗、飛込競技選手
- 9月15日 - 山田美幸、パラ競泳選手
- 9月17日 - 新井美羽、子役
- 9月18日 - 冨里奈央、乃木坂46
- 9月18日 - 内海佑南
- 9月20日 - 寺島季咲、モデル、女優
- 9月29日 - リコ、歌手 (821)
- 9月29日 - 森井姫明麗、スノーボード選手
- 9月30日 - 鈴木夢、女優、タレント
- 9月30日 - 金星、アイドル（りんご娘）

### 10月
- 10月1日 - 徳永羚海、AKB48
- 10月5日 - 白濱美兎、グラビアアイドル
- 10月7日 - 坂川陽香、AKB48
- 10月10日 - 高比良由菜、ファッションモデル
- 10月13日 - 吉田日向、子役、歌手 (Foorin)
- 10月21日 - エイミー、女優、タレント
- 10月21日 - 山野愛月、≒JOY
- 10月25日 - 松下舞琳、女流棋士
- 10月30日 - 織田夢海、スケートボーダー

### 11月
- 11月2日 - 當真あみ、女優
- 11月7日 - 黒田竜平、BE:FIRST
- 11月8日 - 佐藤ひなた、ファッションモデル
- 11月8日 - 的野美青、櫻坂46
- 11月8日 - 青木萌奈美
- 11月9日 - 青木陽南
- 11月11日 - 深澤日彩、女優、歌手 (Lucky²)
- 11月11日 - 安原琉那、女優
- 11月12日 - 黒田れい
- 11月13日 - 山岡聖怜、プロレスラー
- 11月13日 - 平松想乃
- 11月15日 - 宮之内ひな
- 11月19日 - 大塚美緒
- 11月20日 - 凛美、女優、ファッションモデル
- 11月20日 - 早坂ゆう
- 11月20日 - 早坂あい
- 11月22日 - 山下結衣、歌手 (元lovely²)、女優
- 11月24日 - 高咲陽菜、でんぱ組.inc
- 11月24日 - 栗原一菜
- 11月25日 - 笹井優愛
- 11月28日 - 山本陽彩
- 11月30日 - 緒方みはな
- 11月30日 - 松原柊亜

### 12月
- 12月1日 - 佐藤愛桜、櫻坂46
- 12月2日 - 小田将聖、ジャニーズJr. (少年忍者)
- 12月7日 - 大田美月、日向坂46
- 12月10日 - 蒼井りるあ、ばってん少女隊
- 12月11日 - 八木美樹、元さくら学院
- 12月14日 - 長谷川百々花、女優、元AKB48
- 12月18日 - 藤寺美徳、声優
- 12月26日 - 菱田未渚美、女優、歌手 (Girls2、mirage2)、ダンサー
- 12月26日 - 片山紗希、日向坂46
- 12月26日 - 下田衣珠季、日向坂46